# Clou de girofle
Le clou de girofle est une épice obtenue à partir des boutons floraux du Giroflier de la famille des Myrtaceae et du genre Syzygium (Syzygium aromaticum).

## Histoire
Le Giroflier est originaire de l'archipel des Moluques. La première mention du clou de girofle se trouve dans la littérature chinoise de la période Han, vers le IIIe siècle av. J.-C. L'épice a d'abord été utilisée pour rafraîchir l'haleine ; le clou de girofle était principalement  utilisé en médecine. Des restes de cuisine calcinés contenant probablement des clous de girofle ont été retrouvés en Syrie et sont datés d'environ 1 700 ans avant notre ère. L'attestation de leur utilisation par la médecine ayurvédique est presque aussi ancienne.[réf. nécessaire]. Vers 77, Pline l'Ancien fait allusion dans son Histoire naturelle à une épice qui ressemble à du poivre appelée garyophyllon, dont on fait commerce pour son parfum. Rien ne prouve cependant qu'il s'agisse du clou de girofle. La première mention de présence en Europe date du IVe siècle, lorsque l'empereur Constantin Ier en fait cadeau à saint Sylvestre, alors évêque de Rome (pape).
Durant le Moyen Âge, les Arabes assurent le commerce du clou de girofle sans en connaître la provenance exacte (que le géographe perse du IXe siècle Ibn Khurdadhbih situe à Java). Les navigateurs portugais découvrent les Moluques en 1511, puis en sont chassés par les Hollandais un siècle plus tard. Soucieux de conserver un monopole commercial sur la précieuse épice, ces derniers l'éradiquent de toutes les îles sauf Ambon et Ternate, et brûlent systématiquement leurs excédents de production.
Le souhait d'un accès direct aux clous de girofle par l'Espagne aura justifié la circumnavigation de Fernand de Magellan de 1519 à 1522. C'est le Français Pierre Poivre qui met fin au monopole de la Compagnie néerlandaise des Indes orientales au XVIIIe siècle en introduisant les girofliers à l'île Maurice, puis en Guyane.
En 1812, l'Omanais Saleh ben Haramil al Bray introduit le clou de girofle à Zanzibar. Le sultan de l'archipel emploiera entre 1830 et 1872 près de 7 000 esclaves à l'exploitation de l'épice.

## Composition
- Eugénol (8-11 % de poids frais)[7]
- Acide phénolique
- Acide gallique
- Acide caféique
- Acide férulique
- Acide ellagique
- Acide salicylique
- Kaempférol
- Quercétine
- Acétate d'eugényle
- β-caryophyllène dit aussi Caryophyllène
- α-humulène

## Utilisation en cuisine
Le clou de girofle a un parfum d'œillet qui lui vaut en italien le nom de chiodo di garofano, « clou d'œillet ». Il a une saveur piquante et légèrement amère, à la fois boisée et fruitée, qui laisse une sensation de brûlure et d'engourdissement. L'épice est largement utilisée dans la cuisine asiatique et la cuisine indienne en particulier. Il peut être utilisé en infusion.

### Mélanges
Les clous de girofle font partie de nombreux mélanges d'épices, dont le ras el-hanout du Maghreb et le garam masala indien.

## Autres usages
Les clous de girofles entrent dans la composition des cigarettes indonésiennes appelées kretek. Ce sont des ingrédients du henné et du khôl, qui avaient aussi des utilisations médicinales. Ils connaissent également de nombreuses utilisations en parfumerie et en cosmétologie, et servent souvent à parfumer le linge et les intérieurs. Enfin, l'eugénol qu'ils contiennent peut servir de point de départ pour la synthèse de la vanilline.

## Galerie

Les étapes de la filière du clou de girofle
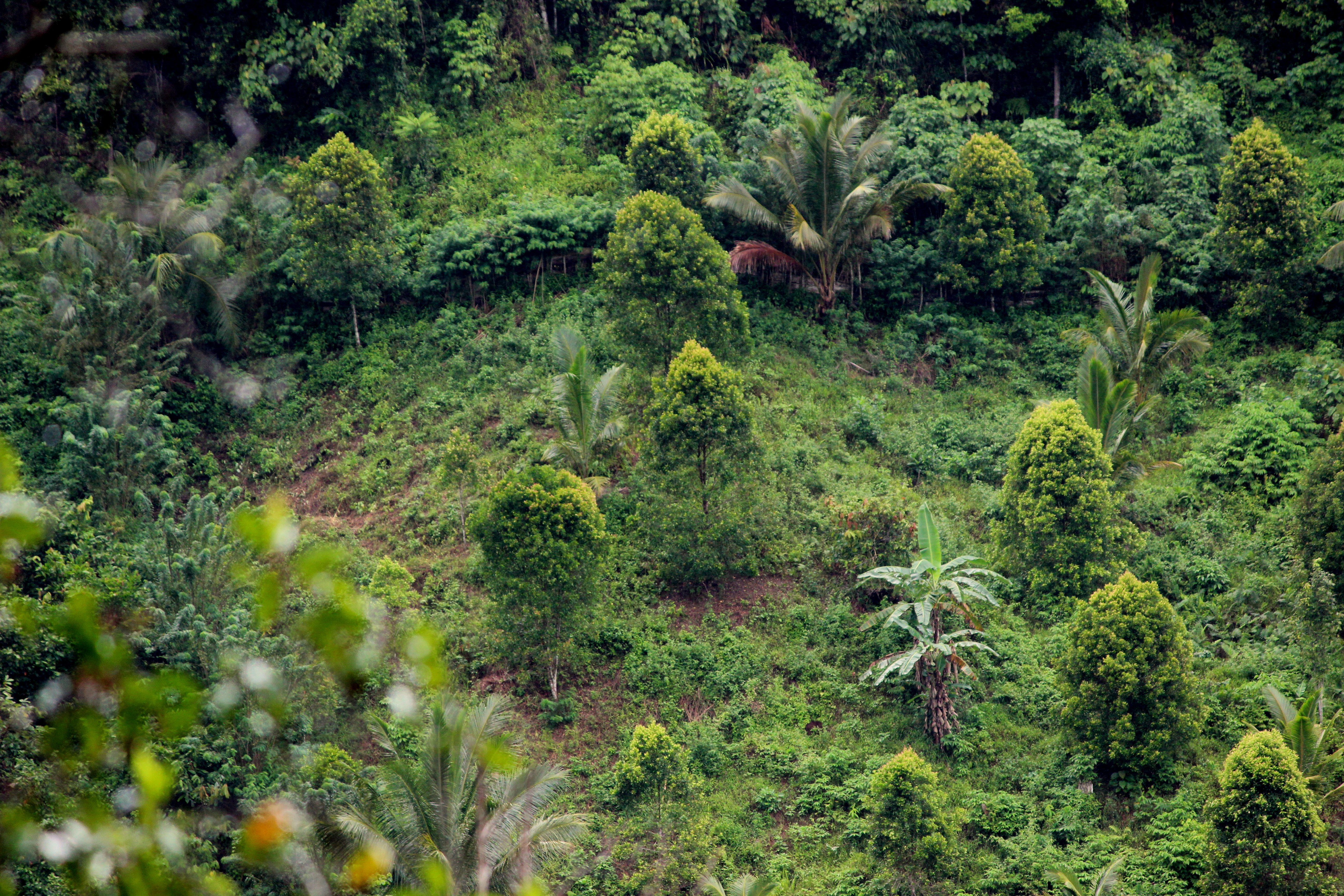
Culture de Giroflier (Moluques, Indonésie)
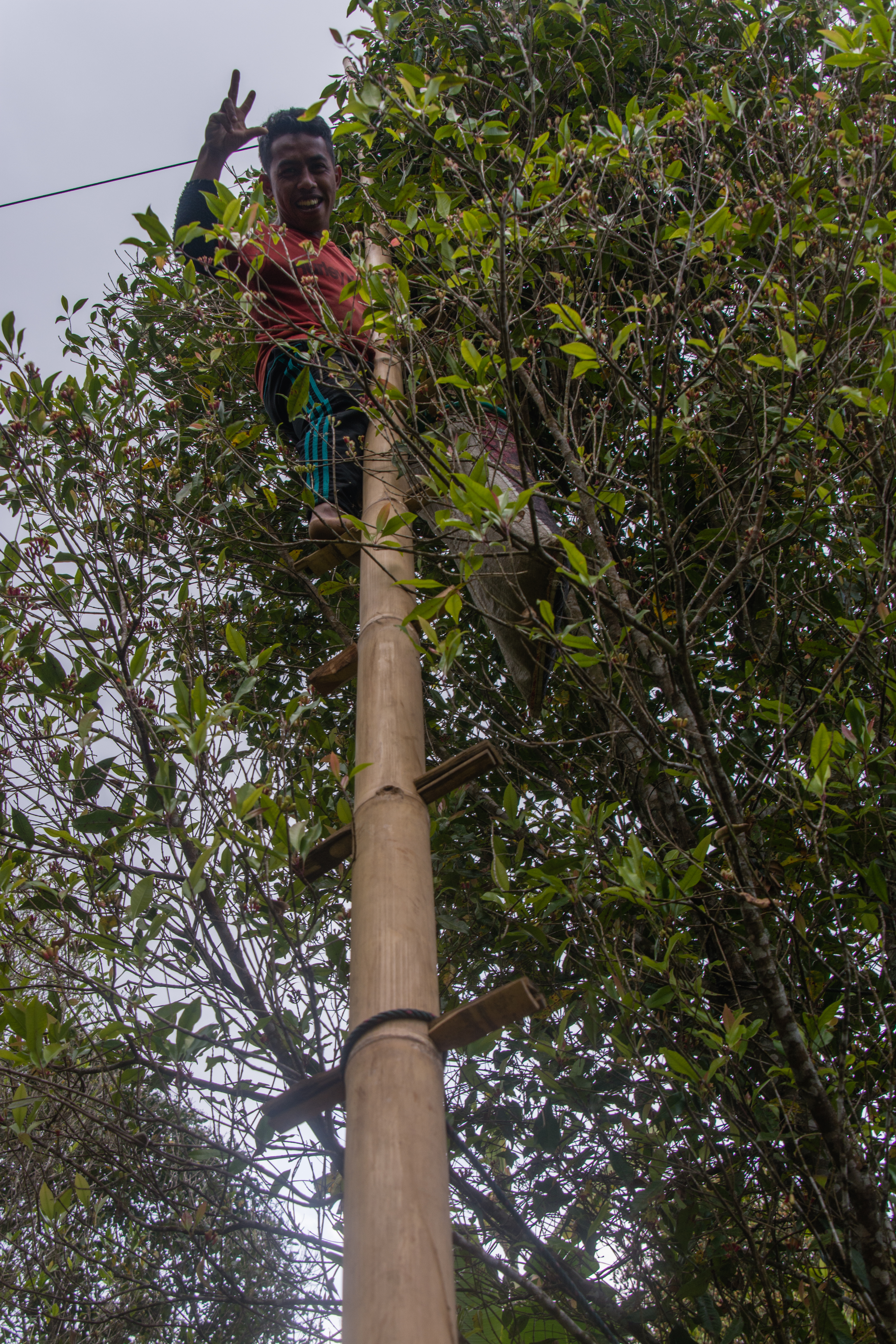
Récolte des boutons floraux à l'échelle (Bali, Indonésie)
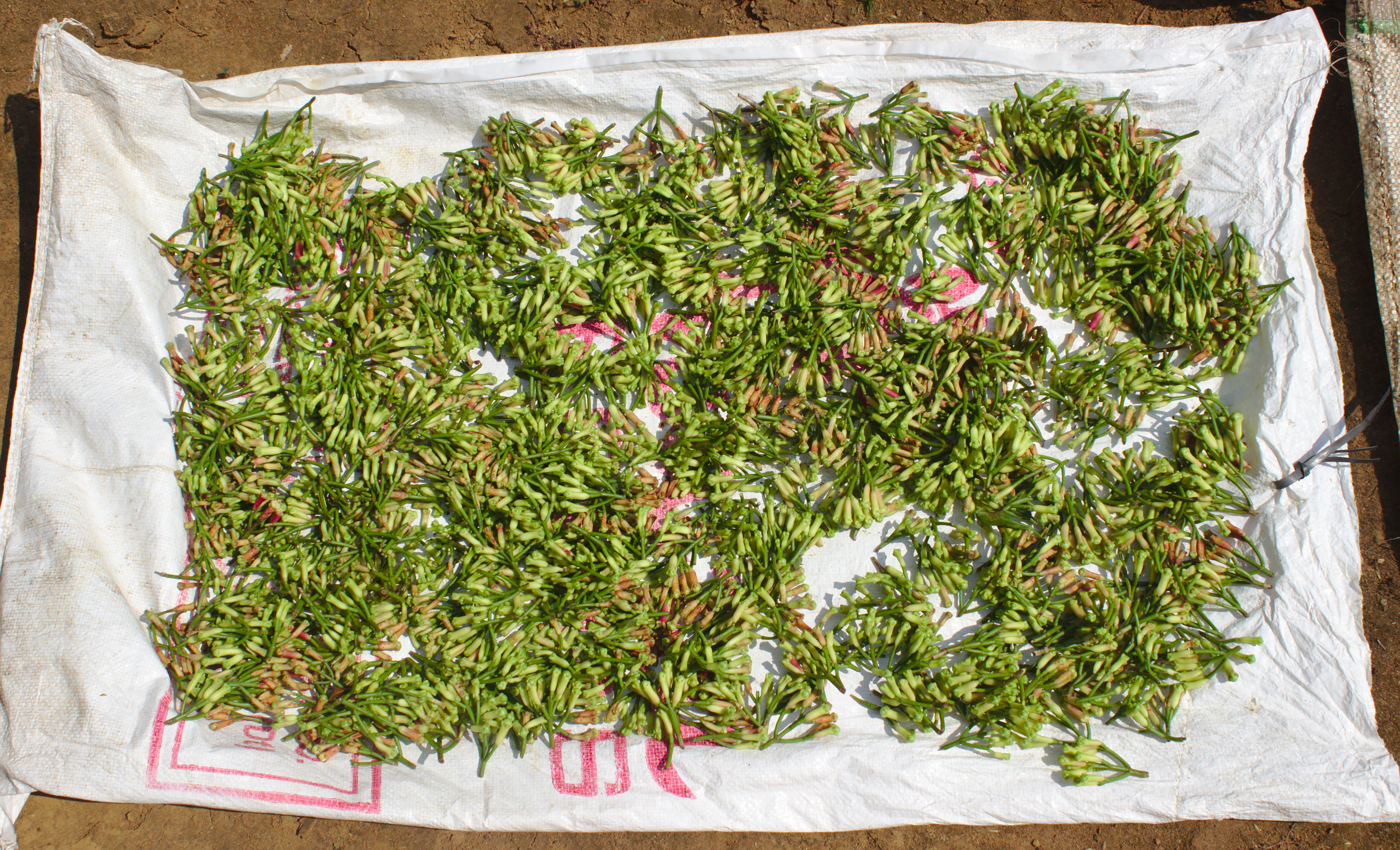
Récolte brute
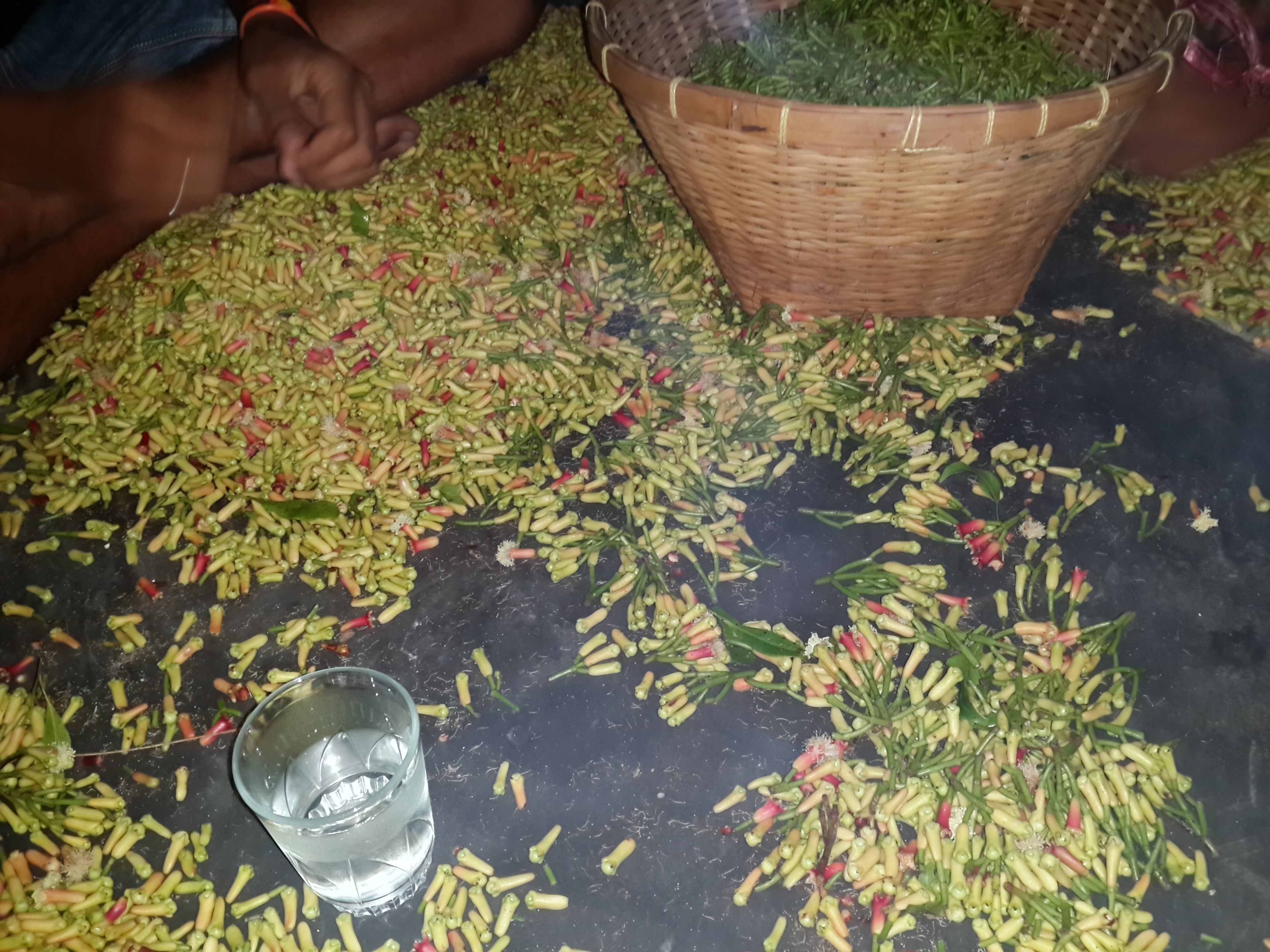
Émondage des grappes de boutons floraux et tri (Moluques, Indonésie)
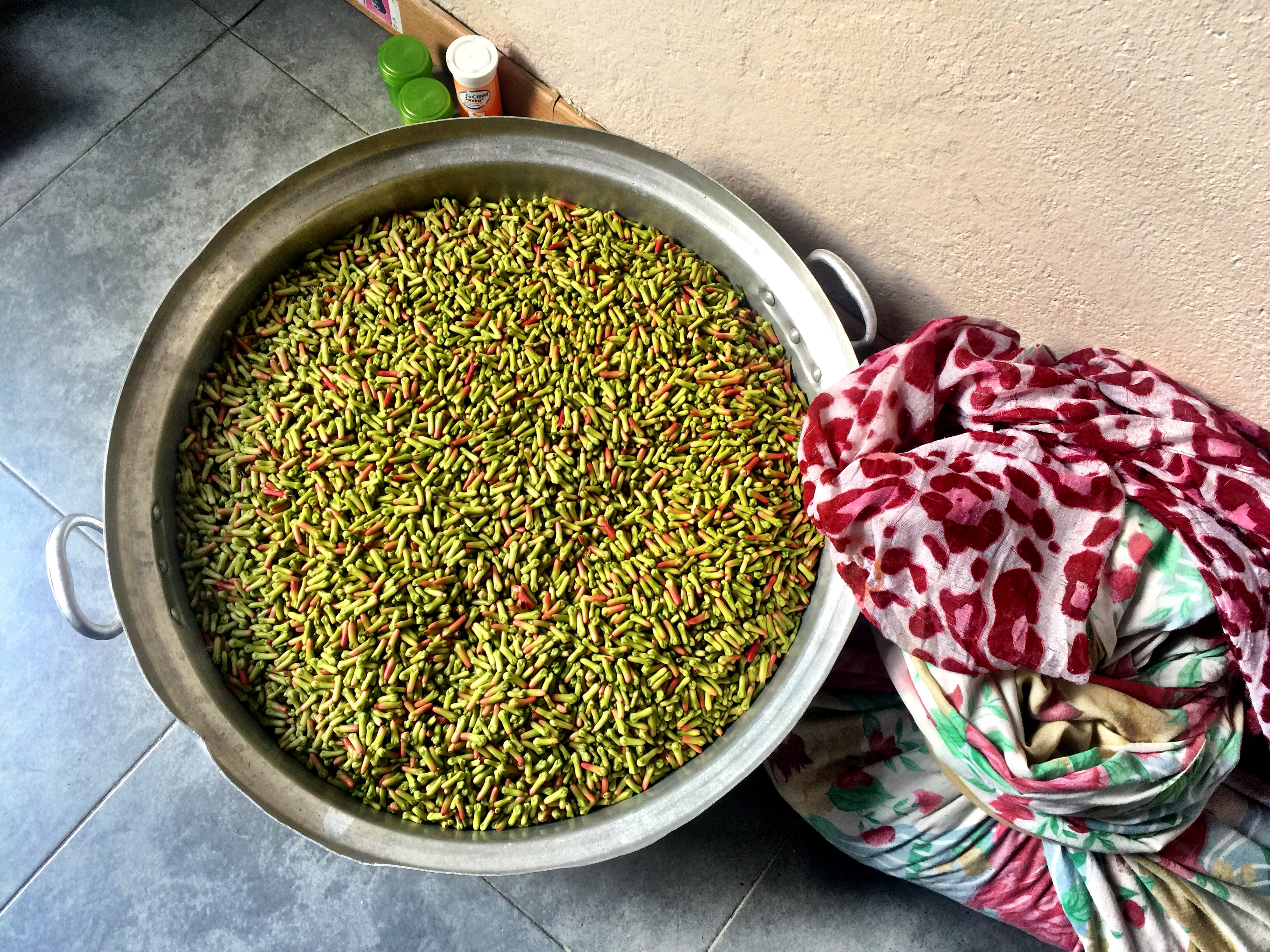
Boutons floraux prêts à être séchés (Comores)
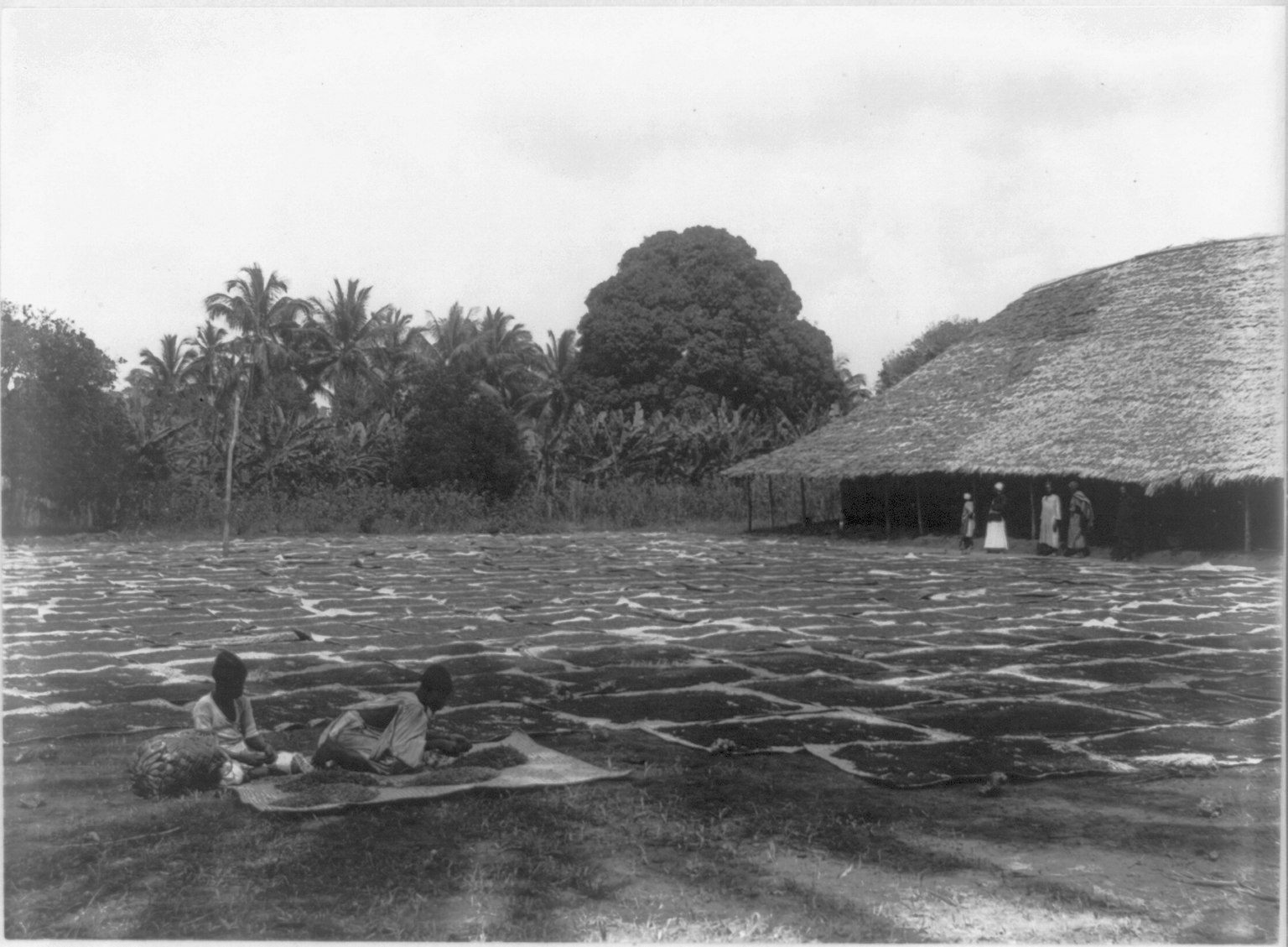
Émondage et séchage au soleil (Tanzanie)
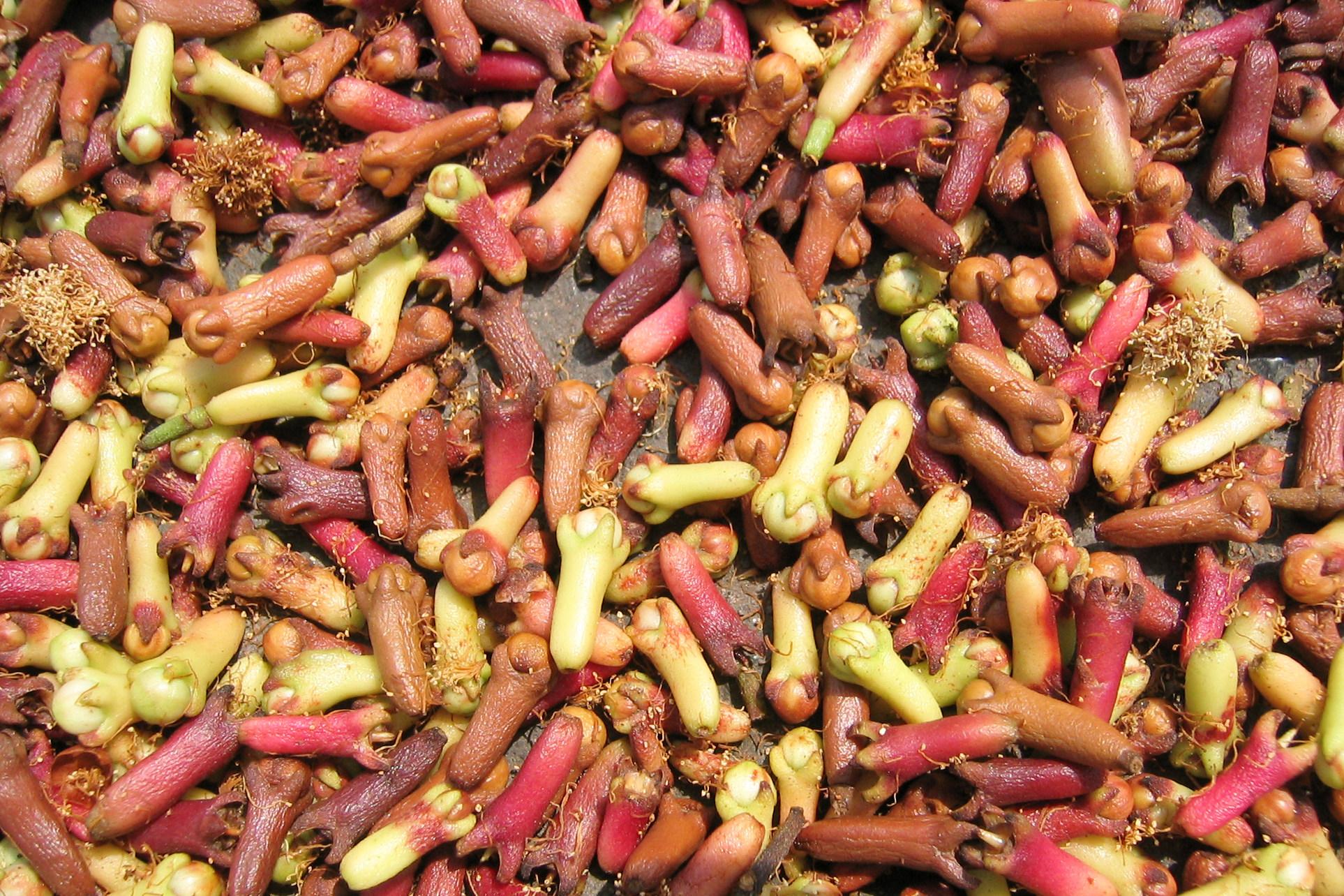
Séchage en cours
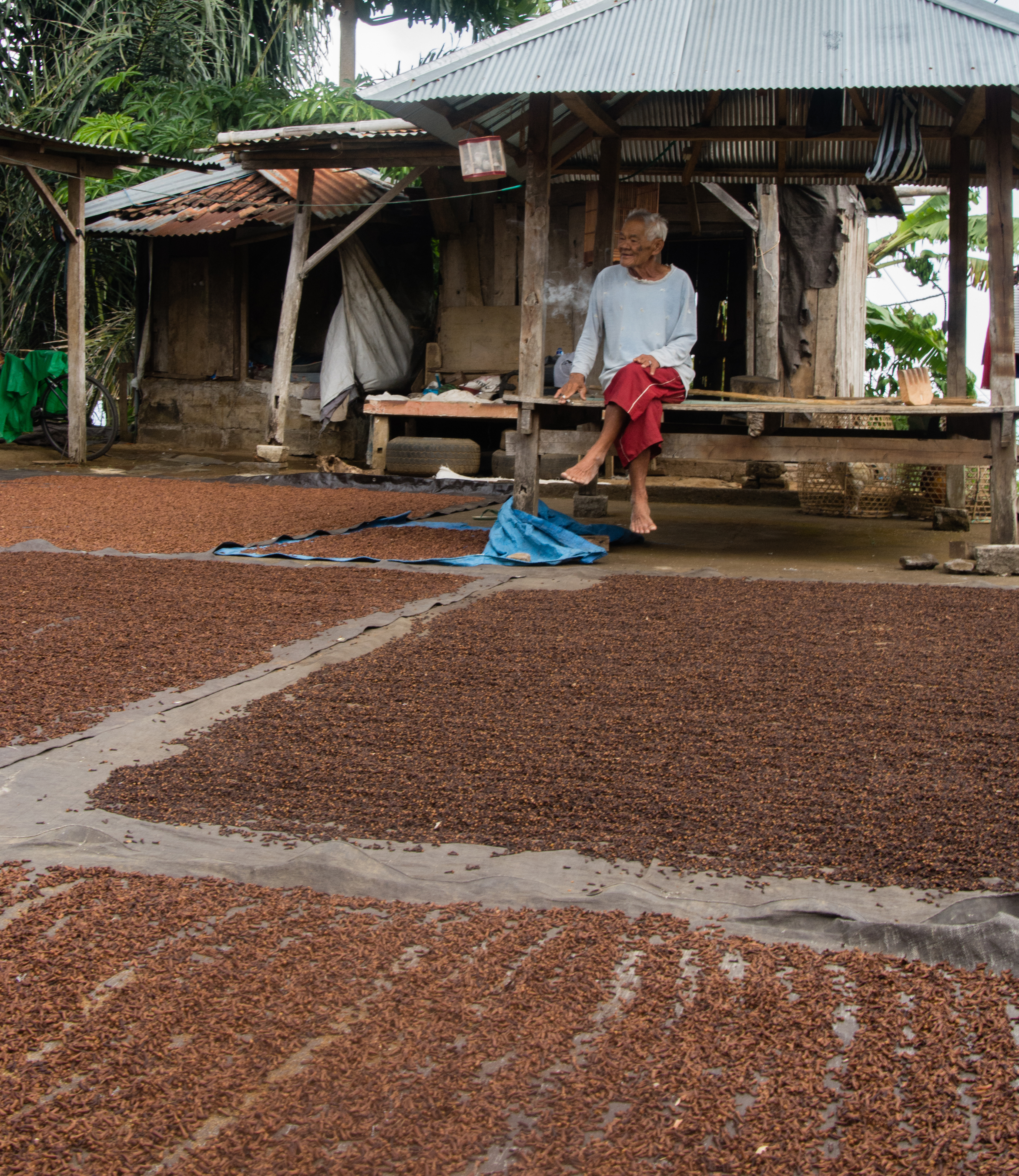
Séchage au soleil (Indonésie)
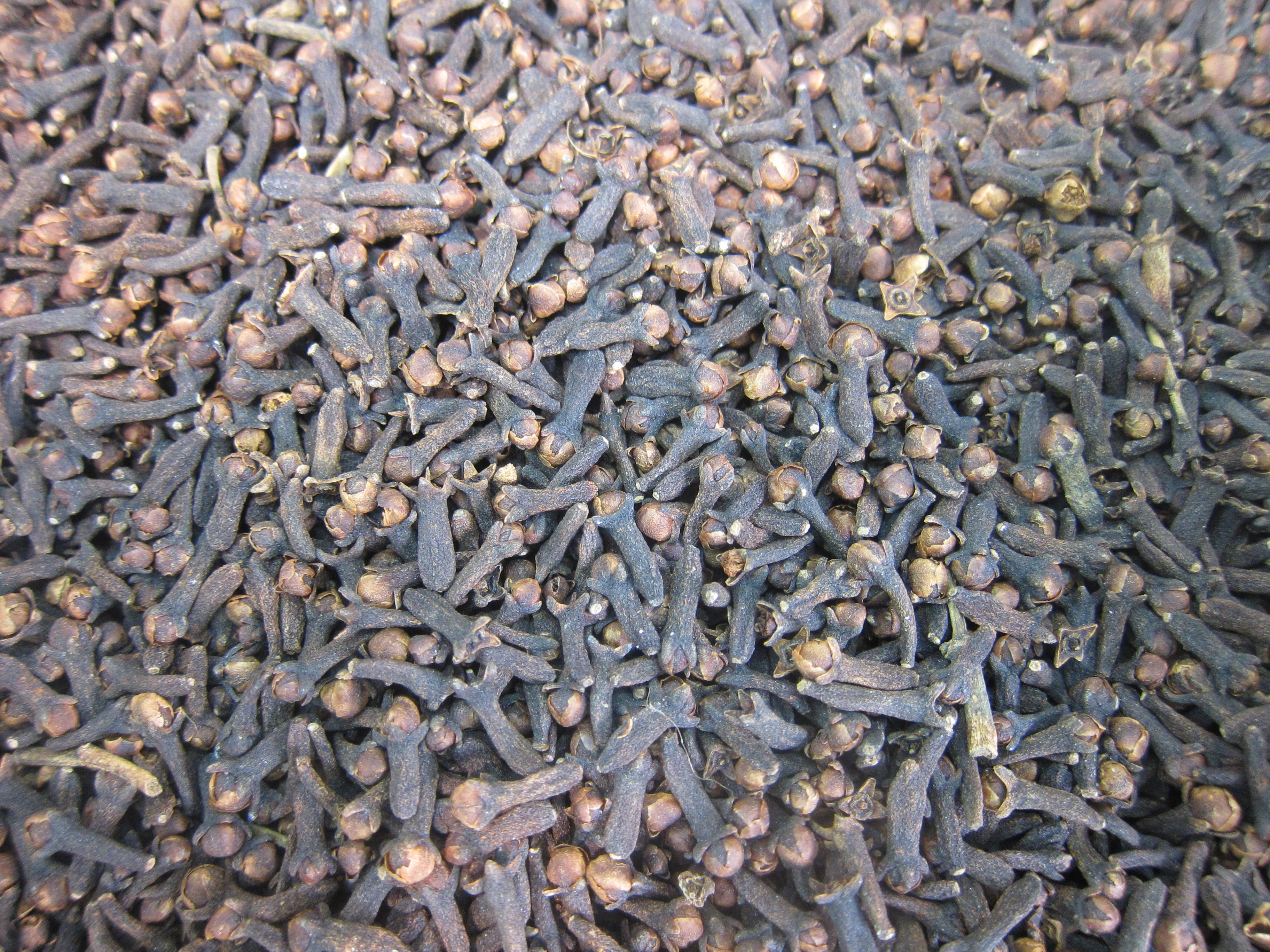
Clous de girofle secs
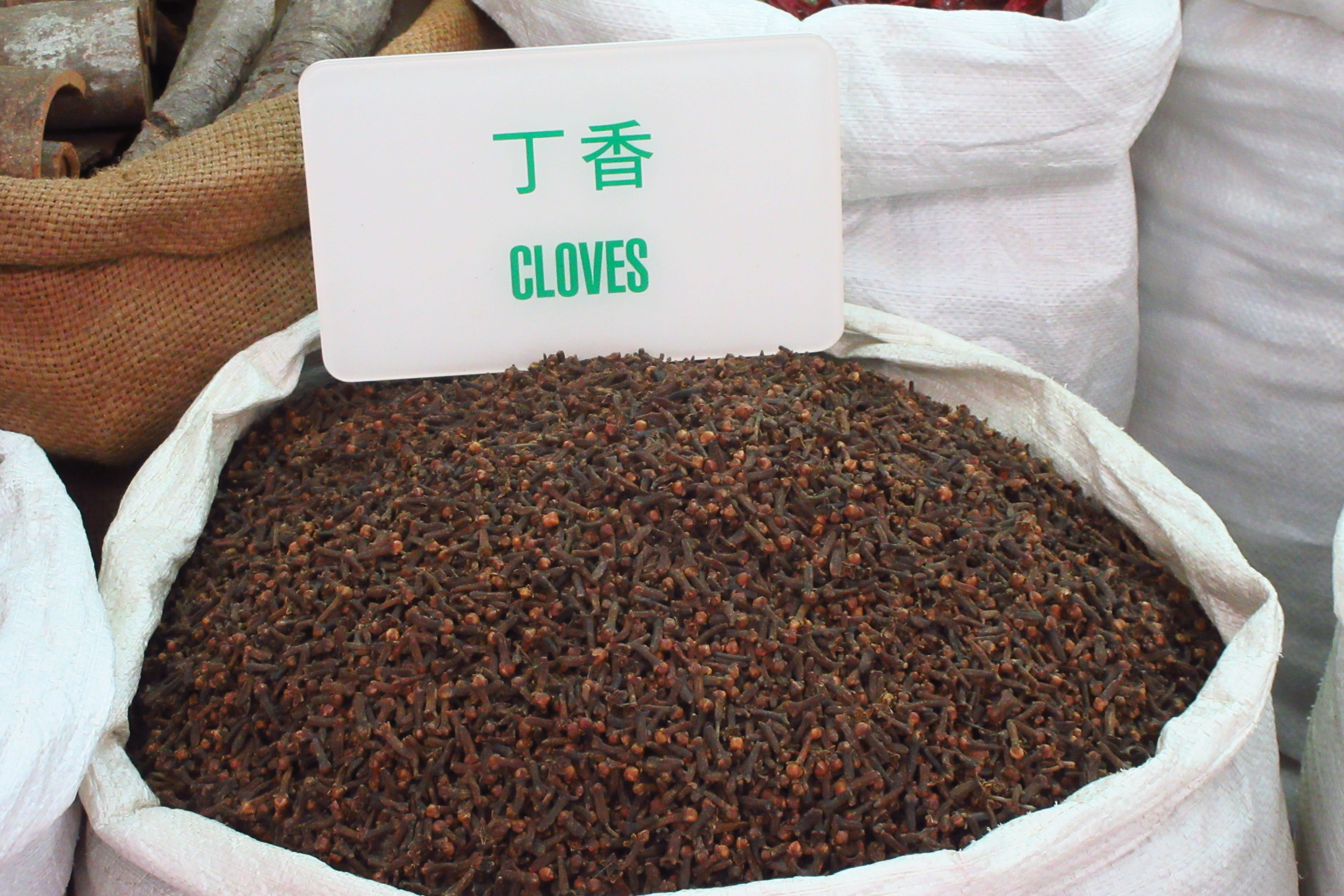
Stockage et vente en gros (Hong Kong)
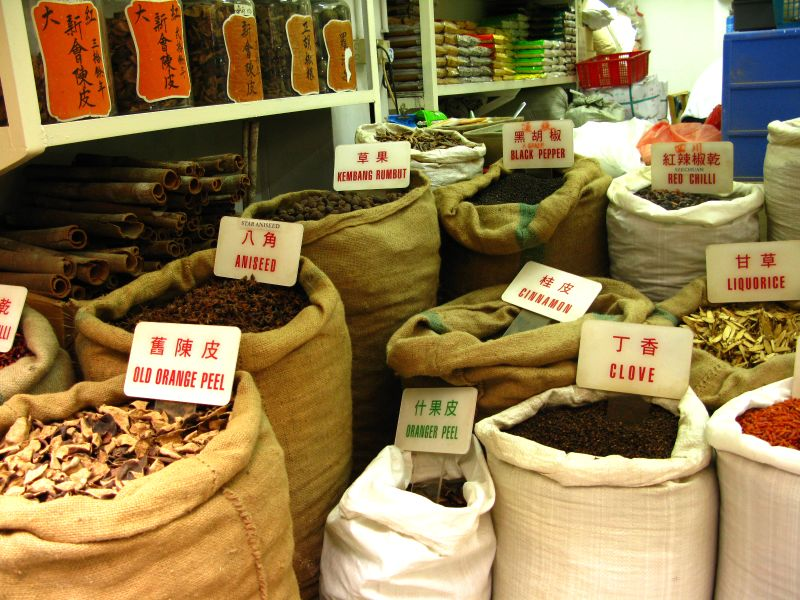
Vente au détail (Chine)
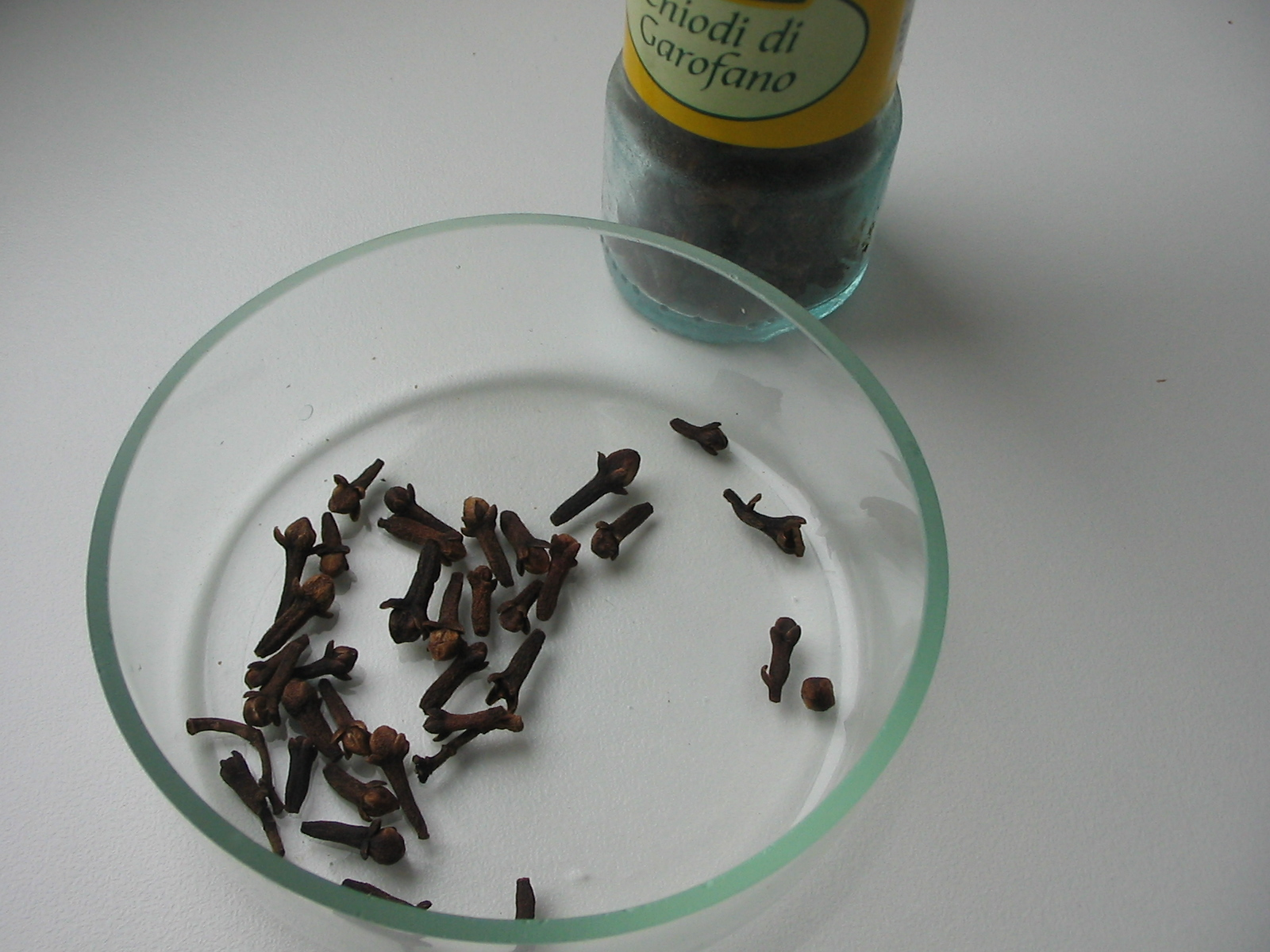
Empotage et vente au détail